# 厳夫人
厳夫人（げんふじん、生没年不詳）は、唐の節度使だった劉隠の夫人。閩の康宗王昶の外祖母にあたる。

## 生涯
詳細な事跡は不明。劉隠と結婚した後、乾寧3年（896年）に娘の劉華を産んだ。劉隠死後の貞明3年（917年）、劉隠の弟である劉龑が皇帝を称して南漢を建てると、劉隠に襄皇帝の諡号を追尊したが、厳夫人には皇后号は贈られなかった。娘の劉華は閩王王審知の次男王延鈞に嫁して燕国夫人に封じられ、その死後の長興4年（933年）に王鏻（王延鈞）が皇帝を称すると、皇后に追封された。